# باب اسکولی
باب اسکولی (انگلیسی: Bob Schooley) فیلم‌نامه‌نویس و تهیه‌کننده تلویزیونی اهل ایالات متحده آمریکا است.
فیلم‌نامهٔ فیلم‌های بازگشت جعفر، علاءالدین و شاه دزدان، شیرشاه ۲: پادشاهی سیمبا و هتلی برای سگ‌ها از جمله آثار اوست.

## فیلم‌شناسی
این فهرست شامل همه آثار باب اسکولی نیست.
- بچه کاراته‌کا - قسمت صدا (۱۹۸۹)
- بازگشت جعفر - نویسنده (۱۹۹۴)
- علاءالدین و شاه دزدان - نویسنده (۱۹۹۶)
- شیرشاه ۲: پادشاهی سیمبا - نویسنده (۱۹۹۸)
- هتلی برای سگ‌ها - نویسنده (۲۰۰۹)
- پنگوئن‌های ماداگاسکار - نویسنده، تهیه کننده (۲۰۱۵–۲۰۰۹)
- هیولاها علیه بیگانگان - نویسنده، تهیه کننده (۲۰۱۴–۲۰۱۳)